# Rémségek Simpson háza 7
A Rémségek Simpson háza 7 (eredeti címén: Treehouse of Horror VII) Simpson család című rajzfilmsorozat 8. évadjának első epizódja. A minden évadban megjelenő Rémségek Simpson háza széria többi részéhez hasonlóan ez a rész is 3 kisebb, elkülönülő részből áll össze. Amerikában 1996. október 27-én mutatták be. Magyarországon 2001. március 18-án mutatta be a Viasat3

## Tartalom
|  | Alább a cselekmény részletei következnek! |

### 1. történet: A dolog és én
Egyik éjjel Lisa és Bart arra ébred, hogy valami zajt csap a padláson. Másnap a szüleiket kérdezik erről, akik úgy tesznek, mint akik nem tudnak semmiről, majd Marge figyelmeztetésére Homér kivesz a hűtőből egy vödör halfejet, és elmegy a padlásra megetetni valamit.
A gyerekek másnap éjjel felmennek a padlásra, ahol egy szörnyet találnak, aki elszabadul. Megérkeznek haza a szülők is, akik elmondják, hogy a fenti alak Hugo, Bart gonosz sziámi-iker párja. Homérék Dr. Hibbert segítségével az elszökött Hugo nyomába erednek, aki eközben mégsem ment el otthonról, és nekilát végrehajtani beteges tervét, újra magához akarja varrni Bart-ot, mint sziámi-párját.
A visszaérkező Dr. Hibbert kiüti Hugot, akit vizsgálgatva észreveszi, hogy eredetileg nem is ő volt a gonosz, hanem Bart. Az elkövetkező családi vacsoránál láthatjuk, ahogy Hugo már Bart helyén ül a családi asztalnál, míg Bartot a padlásra zárják, ahol átveszi a sátáni iker szerepét.

### 2. történet: Genezis-tálka
Lisa tudományos kísérletbe kezd, az egyik kihullott fogát egy kólával teli tálkába helyezi, hogy bizonyítsa, a kóla lebontja a fogban található anyagokat. Eközben Bart azzal szórakozik, hogy megdörzsöli a ruháját, majd az így elektromosan feltöltött ujjával megrázza Lisa-t. Lisa ezután véletlenül a Bart-tól átvett töltéseket továbbadja az oldalban lévő fognak.
Másnap Lisa örömmel veszi észre, hogy a fog elkezdett lebomlani, mikroszkóp alatt azonban érdekes felfedezést tesz: a tálkában apró kis emberkék élnek, akik a törzsközösség szintjén lévő fejlettségi szinten, egy tábortűz körül ülnek.
Reggeli után Lisa meglepve látja, hogy emberkéi már elérték a reneszánsz kor szintjét, egy kis emberke épp egy hirdetményt szegez a katedrális ajtajára (reformáció).
Éjjel, alvás közben megjelennek a kis városból az első fények, majd reggel Lisa a mikroszkóp alatt a jövőt látja: a várost csövek szelik át, melyekben repülő autók száguldoznak, a levegőben repülő csészealjak lebegnek. Ekkor beront Bart, aki azt hiszi, hogy ez csak egy makett, és az ujjával összetör pár épületet. Lisa a mikroszkóp alatt szomorúan látja, hogy majdnem az egész város elpusztult a bátyja rombolása folytán.
Következő éjjel több kisebb űrhajó és egy nagy cirkáló is kiemelkedik a tálból, elindulnak, és megtalálva Bartot, sok lövést leadnak a fiú fejére. Bart erre Lisa szobájába rohan bosszúra, de a lány megállítja. Ezután egy sugár emelkedik ki a kis világból, ami lekicsinyíti Lisat az ő méretükre, és elmondják neki, hogy őt tisztelik istennőjükként.
Lisa ottragad teremtett világában, Bart pedig ezzel az installációval megnyeri az iskolai ki-mit-tud-ot.

### 3. történet: Ezüstpolgár
Homér a tavon pecázik, amikor elrabolják az űrlakók. Kikérdezik, mire bevallja, hogy következő héten lesz az elnökválasztás, így a marslakók elrabolják az 1996-os választás két esélyesét, Bob Dole-t és Bill Clintont. Az űrhajóban lemásolják a jelöltek tudatait, majd saját testükbe ültetik azt.
Homért lelocsolják rummal, majd visszadobják a csónakba, aki hazatérve próbálja bizonyítani, hogy a két elnökjelölt nem más, mint földönkívüli. Simpsont kidobják egy nyilvános vitáról, ekkor véletlenül az idegenek űrhajójába botlik, ahol rossz gombot megnyomva, a világűrbe repül, ott pedig véletlenül kidobja az űrbe az eredeti, emberi elnökjelölteket.
Homér visszatér az űrhajóval a földre, majd leleplezi a két marslakót, akik elmondják a meglepett tömegnek, hogy kétpártrendszer van, így egyikükre mindenképpen szavazniuk kell a földlakóknak, vagy elveszik a szavazatuk.
Nem sokkal később az egyik földönkívülit beiktatják elnöknek, az embereket pedig látni, ahogy az ókori Egyiptomhoz hasonlóan, cipelik az építőanyagot egy óriási sugárágyúhoz, amellyel majd hadakozni fognak egy sosem látott civilizációval.
|  | Itt a vége a cselekmény részletezésének! |